# Hans-Joachim Petsche

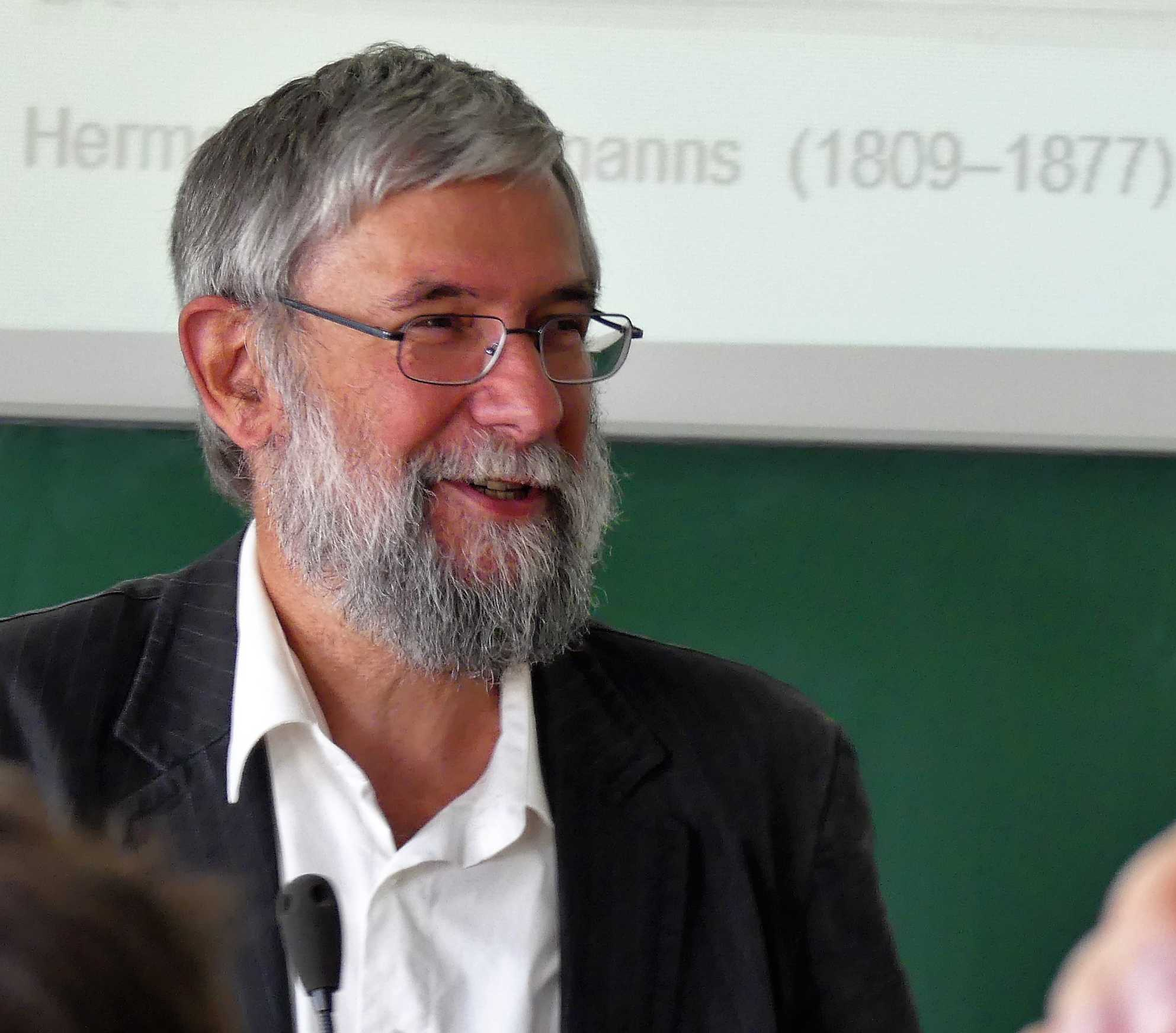
Petsche bei seiner Abschiedsvorlesung 2018

Hans-Joachim Petsche (* 14. Februar 1953 in Bernau) ist ein deutscher Hochschullehrer, marxistischer Philosoph und Mathematikhistoriker. Sein besonderes Forschungsinteresse ist auf die Technikphilosophie, das Wechselverhältnis von Philosophie und Mathematik/Informatik sowie auf philosophisch relevante Aspekte der Geschichte der Mathematik gerichtet.

## Leben und Werk
Petsche wurde in Bernau als Sohn des Fabrikarbeiters Günther Petsche und seiner Frau, der Lebensmittelverkäuferin Hildegard Petsche, geboren. Nach dem Besuch der erweiterten Oberschule studierte er von 1969 bis 1971 an der ABF der Martin-Luther-Universität Halle-Wittenberg. Hieran schloss sich ein vierjähriges Studium an der Pädagogischen Hochschule Potsdam in der Fachrichtung Mathematik/Physik an, welches er 1975 mit einer Diplomarbeit zu Henri Poincaré beendete. Poincaré beeinflusste auch das zukünftige Werk Petsches.
Nach dem regulären Studium nahm er ein dreijähriges Forschungsstudium wahr, das er 1978 mit einer Promotion zur Geschichte und Philosophie der Mathematik und dem Titel Leben und Wirken Hermann Graßmanns abschloss. Die Arbeit wurde von Dorothea Götz, Herbert Hörz und Hans Kaiser betreut und mit dem Karl-Liebknecht-Forschungspreis ausgezeichnet.
In den folgenden Jahren, in denen er zunächst als Assistent (1978–1982), und anschließend bis 1986 als Oberassistent an der Sektion für Marxismus-Leninismus der Pädagogischen Hochschule Potsdam tätig war, verlagerte sich sein Forschungsschwerpunkt von historischen zu aktuellen philosophischen Problemen der Mathematik, die sich an der Rahmenthematik „Triebkräfte der wissenschaftlich-technischen Revolution“ festmachen ließen. Neben der Arbeit zu einem an Philosophie, Systemtheorie und Naturwissenschaft orientierten Begriff der „gesellschaftlichen Triebkräfte“ stand die Frage nach der sozialen Funktion der Mathematik im Mittelpunkt der Forschung.
1985 habilitierte er sich mit einer Arbeit mit dem Titel Zur Bestimmung der Rolle der Mathematik als Triebkraft der wissenschaftlich-technischen Revolution – einige inhaltliche und methodologische Aspekte einer philosophischen Analyse im Themenbereich Philosophie der Technik und der Mathematik. Gutachter waren unter anderem Eberhard Jobst und Frieder Kuhnert.
Die Berufung zum Hochschuldozenten erfolgte 1986. 1987 wurde er Direktor für Forschung an der Sektion Marxismus/Leninismus. Zwei Jahre darauf zusätzlich Wissenschaftsbereichsleiter Philosophie und Leiter der Forschungsgruppe „Triebkräfte der Wissenschaftlich-Technischen Revolution“.
Neben der philosophischen Forschung erfolgte, angeregt durch die Habilitationsschrift, eine Hinwendung zur Informatik. Ergebnisse waren die Entwicklung des auch in der Wirtschaft genutzten Textverarbeitungsprogramms SALOTEX sowie der ersten – FORTH-basierten – LOGO-Implementierung für DDR-Schulcomputer.
Nach der Wende, den mehrfachen Evaluierungen und der Umstrukturierung der Pädagogischen Hochschule zur Universität, war Petsche bis zur Gründung der Philosophischen Fakultät und der damit verbundenen Etablierung des Instituts für Philosophie als Hochschuldozent im Bereich der Sozialwissenschaften tätig.
Im Zentrum seiner Forschung standen bis 1995 Untersuchungen zur nichtformalen Analyse frei gestalteter Text-Corpora auf der Grundlage von Hypertext-Retrieval-Systemen. Wesentliches Ergebnis dieser Arbeit war das Computerprogramm HYPERTOM.
1995 erfolgte die Ernennung zum außerplanmäßigen Professor. Im gleichen Jahr wurde er zum Vorsitzenden des Konzils der Universität Potsdam gewählt. Neben zahlreichen anderen Funktionen im universitären Bereich war Petsche 1997 bis 1999 Prodekan der Philosophischen Fakultät der Universität Potsdam.
Eingebunden in nationale und internationale Kooperationen und Netzwerke war Petsches Forschung seit dem Jahr 2000 auf folgende Schwerpunkte fokussiert:
- Philosophische Aspekte virtueller Lernplattformen für die Management-Ausbildung.[12]
- Philosophische Kontexte computergestützter Wissensmanagement-Systeme für die Wirtschaft.[13]
- Philosophische Zugänge zur Analyse der Korrelation von Kultur und neuen Medien, erörtert im internationalen Vergleich am Beispiel des Internets.[14]
- Arbeiten zur Problematik Philosophie und Bildung in Kooperation mit der Hamburger Politik-Didaktik.[15]
- Philosophierelevante Aspekte der Geschichte der Mathematik im 19. Jahrhundert unter besonderer Berücksichtigung des Wirkens Hermann Graßmanns.
- Philosophie im multidisziplinären Diskurs mit den Fachwissenschaften.[16]

Nach 40 Jahren seines Wirkens im akademischen Lehr- und Forschungsbetrieb befindet sich Petsche seit Oktober 2018 im Ruhestand.
Seit der Studienzeit (1972) ist er mit Karin Petsche (geborene Obermann) verheiratet. Aus dieser Ehe gingen zwei Kinder, Matthias und Susanne, hervor.

## Schriften (Auswahl)
- Philosophie und Gesellschaft:
  - Philosophieren in Wendezeiten:
    - Band 1: Ohne festen Boden zwischen den Zeilen – oder: Die Philosophie der Wende und die Wende der Philosophie. Berlin: Trafo 2016
    - Band 2: Nüchternschmerz im Irrenhaus. Ortlose Texte am Rande der Philosophie. Berlin: Trafo 2017
    - Band 3: Mathematik – Informatik – Internet: Sehnsucht nach der Utopie. Berlin: Trafo 2017

- Informatik und neue Medien:
  - Network Cultural Diversity and New Media
    - (Hg.): Kultur und/oder/als Technik – zur frag-würdigen Medialität des Internets. Berlin: Trafo 2005 (Cultmedia Bd. 3)
    - mit Z. Galántai und L. Várkonyi (Hg.): Internet Security and Risk. Berlin: Trafo 2007 (Cultmedia Bd. 9)
    - mit A. Zapf und Th. Köhler (Hg.): Die Neuen Medien und die kulturelle Vielfalt Europas. Eine empirisch-vergleichende Erhebung unter Studierenden Deutschlands, Polens, Spaniens, Tschechiens und Ungarns. Berlin: Trafo 2007 (Cultmedia Bd. 11/1 u. 11/2)
    - (Hg.): Topoi der Rationalität. Berlin: Trafo 2010 (Cultmedia Bd. 15)
    - mit J. Erdmann und A. Zapf (Hg.): Virtualisierung und Mediatisierung kultureller Räume. Berlin: Trafo 2015 (Cultmedia Bd. 20)

- Graßmann im philosophischen Kontext:
  - Graßmann (Vita Mathematica. Bd. 13). Basel [u. a.] 2006, doi:10.1007/3-7643-7541-8[17]
  - Hermann Graßmann – Biography. doi:10.1007/978-3-7643-8860-7[18][19] Übersetzt durch Mark Minnes. Wissenschaftliche Berater: Lloyd Kannenberg und Steve Russ. Basel/Boston/Berlin: Springer 2009
  - mit L. Kannenberg, G. Keßler und J. Liskowacka (Eds.): Hermann Graßmann – Roots and Traces. Autographs and Unknown Documents. Text in German and English. Basel/Boston/Berlin: Springer 2009, doi:10.1007/978-3-0346-0155-9[20]
  - mit A. C. Lewis, J. Liesen und S. Russ (Eds.): Hermann Graßmann – From Past to Future: Graßmann’s Work in Context. The Graßmann Bicentennial Conference, September 2009. Basel/Boston/Berlin: Springer 2010, doi:10.1007/978-3-0346-0405-5
  - Ernst Abbe’s reception of Grassmann in the light of Grassmann’s reception of Schleiermacher. In: Petsche et al. (Eds.): From Past to Future: Graßmann’s Work in Context. S. 161–174. doi:10.1007/978-3-0346-0405-5_15
  - It began with Pestalozzi and Schleiermacher. Reflections on the polymath Hermann Graßmann (1809–1877). In: Newsletter of the European Mathematical Society, No. 76 (June 2010), S. 39–46.
  - Schleiermacher, Fries, Herbart … – wer beeinflusste Hermann Graßmann? In: Mathematische Semesterberichte, 59 (2012) 2, S. 183–222. doi:10.1007/s00591-012-0101-x
  - The ‘Chemistry of Space’: The Sources of Hermann Grassmann’s Scientific Achievements. In: Annals of Science, Vol. 71, No. 4, 2014, S. 522–576. doi:10.1080/00033790.2013.877339

- Philosophie und Multidisziplinarität:
  - Reihe „studieren++“ – multidisziplinäre Vorlesungsreihen
    - (Hg.): Raum und Zahl im Fokus der Wissenschaften. Berlin: Trafo 2015 (studieren++, Bd. 1)
    - mit M. Küpper, M. Gaßer und I. Schuhmacher (Hg.): Dialektische Positionen. Kritisches Philosophieren von Hegel bis heute. Berlin: Trafo 2015 (studieren++, Bd. 2)
    - (Hg.): Raum und Zahl im Fokus der Wissenschaften. Berlin: Trafo 2015 (studieren++, Bd. 1)
    - (Hg.): Grenzen im Fokus der Wissenschaften. Trafo 2016 (studieren++, Bd. 3)
    - (Hg.): Symmetrie und Harmonie? Symmetrie und Harmonie, Symmetriebrechung und Disharmonie im Fokus der Wissenschaften. Berlin: Trafo 2018 (studieren++, Bd. 4)
    - (Hg.): Zyklizität und Rhythmik. Berlin: Trafo 2019 (studieren++, Bd. 5)